# ستيفن أودي
ستيفن أودي (مواليد 15 يناير 1998) هو لاعب كرة قدم نيجيري يلعب كمهاجم في نادي جينك.